# Natalia Nykiel
Natalia Nykiel (sinh ngày 8 tháng 2 năm 1995 tại Mrągowo) là một ca-nhạc sĩ người Ba Lan.

## Sự nghiệp
Natalia Nykiel bắt đầu sự nghiệp vào năm 2013 với kết thúc ở vị trí thứ tư trong chương trình truyền hình The Voice of Poland mùa thứ hai. Cô là ca sĩ đã chấp nhận lời đề nghị của Disney để biểu diễn ca khúc chính trong phim hoạt hình "Moana".

## Đĩa hát

### Album phòng thu
| Tựa đề                                                                        | Chi tiết về album                                                                                  | Xếp hạng | Chứng nhận   |
| Tựa đề                                                                        | Chi tiết về album                                                                                  | POL      | Chứng nhận   |
| ----------------------------------------------------------------------------- | -------------------------------------------------------------------------------------------------- | -------- | ------------ |
| Lupus Electro                                                                 | - Phát hành: 23 tháng 9 năm 2014 - Hãng đĩa: Universal Music Poland - Định dạng: CD, LP, tải nhạc  | —        | - ZPAV: Vàng |
| Discordia                                                                     | - Phát hành: 20 tháng 10 năm 2017 - Hãng đĩa: Universal Music Poland - Định dạng: CD, LP, tải nhạc | 12       |              |
| "–": Bài hát không có bảng xếp hạng hoặc không được phát hành trong lãnh thổ. | |          |              |

### Album trực tiếp
| Tựa đề                   | Chi tiết về album                                                                         |
| ------------------------ | ----------------------------------------------------------------------------------------- |
| Lupus Electro Error Tour | - Phát hành: 25 tháng 11 năm 2016 - Hãng đĩa: Universal Music Poland - Định dạng: CD, DVD |

### Đĩa đơn
| Tựa đề                              | Năm  | Xếp hạng | Xếp hạng | Chứng nhận        | Album                             |
| Tựa đề                              | Năm  | POL      | POL New  | Chứng nhận        | Album                             |
| ----------------------------------- | ---- | -------- | -------- | ----------------- | --------------------------------- |
| "Wilk"                              | 2014 | —        | —        |                   | Lupus Electro                     |
| "Bądź duży"                         | 2015 | 7        | 1        | - ZPAV: Kim cương | Lupus Electro                     |
| "Ekrany"                            | 2015 | —        | —        |                   | Lupus Electro                     |
| "Error"                             | 2016 | 1        | 1        | - ZPAV: Kim cương | Lupus Electro Error Tour          |
| "Pół kroku stąd"                    | 2016 | —        | —        |                   | Vaiana: Skarb oceanu (soundtrack) |
| "Pół dziewczyna"                    | 2016 | —        | —        |                   | Lupus Electro                     |
| "Spokój"                            | 2017 | 10       | —        | - ZPAV: Vàng      | Discordia                         |
| "Total Błękit"                      | 2017 | —        | —        |                   | Discordia                         |
| "Kokosanki"                         | 2018 | —        | —        |                   | Discordia                         |
| "Łuny"                              | 2018 | —        | —        |                   | TBA                               |
| "Jak żądło"                         | 2018 | —        | —        |                   | T.Cover                           |
| "Volcano"                           | 2019 | —        | —        |                   | Origo                             |
| "Atlantyk"                          | 2020 | —        | —        |                   | TBA                               |
| "–": Bài hát không có bảng xếp hạng |      |          |          |                   |                                   |

## Giải thưởng
| Năm  | Sự kiện                  | Hạng mục            | Tác phẩm    | Kết quả   |
| ---- | ------------------------ | ------------------- | ----------- | --------- |
| 2015 | Giải thưởng Âm nhạc Eska | Video xuất sắc nhất | "Bądź duży" | Đoạt giải |